# Agathis labillardieri
Agathis labillardieri ist eine Pflanzenart aus der Familie der Araukariengewächse (Araucariaceae). Sie kommt endemisch auf der Insel Neuguinea vor.

## Beschreibung
Agathis labillardieri wächst als immergrüner Baum, der Wuchshöhen von bis zu 60 Metern und einen Stammumfang von bis zu 2 Metern erreichen kann. Die Krone besteht aus aufwärts gerichteten Ästen. Die Äste zweiter Ordnung sind gerillt während die Zweige einen zylindrischen Querschnitt aufweisen. Die Stammborke ist dunkelbraun gefärbt.
Die Blätter haben einen 0,5 bis 0,7 Zentimeter langen und 0,2 bis 0,3 Zentimeter dicken Blattstiel. Sie sind bei einer Länge von 7,5 bis 10 Zentimetern und einer Breite von 1,8 bis 3 Zentimetern länglich-lanzettförmig bis elliptisch geformt. Die Blattspitze ist stumpf bis mehr oder weniger spitz. Die Blattunterseite ist glänzend.
Die männlichen Blütenzapfen haben einen 0,1 bis 0,2 Zentimeter langen, kräftigen Stiel und sind bei einer Länge von 1,8 bis 3 Zentimetern und einer Dicke von 1 bis 1,5 Zentimetern breit-zylindrisch geformt. Die kugeligen weiblichen Zapfen sind grünlich gefärbt und werden 7,5 bis 8,5 Zentimeter lang sowie rund 6 Zentimeter dick. Sie bestehen aus eckigen Zapfenschuppen. Die Samenkörner sind etwa 1 Zentimeter lang und etwa 0,8 Zentimeter breit. Sie besitzen einen deutlich ausgeprägten Flügel.

## Vorkommen und Gefährdung
Das natürliche Verbreitungsgebiet von Agathis labillardieri liegt auf der Insel Neuguinea. Sie kommt dort sowohl in dem zu Indonesien gehörenden Westneuguinea als auch im nordwestlichen Teil von Papua-Neuguinea vor. Der Fluss Sepik sowie der Mount Hagen in Papua-Neuguinea bilden die natürliche Verbreitungsgrenze zu Agathis robusta, einer zweiten auf Neuguinea vorkommenden Agathis-Art.
Agathis labillardieri gedeiht in Höhenlagen von 50 bis 2000 Metern. Sie wächst meist in gebirgigen Regionen aber auch in sumpfigen Regionen, die ein tropisch-perhumides Klima aufweisen. Die Art besiedelt eine Vielzahl verschiedener Bödentypen. So findet man sie etwa auf Torf ebenso wie auf sandigen, schlecht bis gut entwickelten podsolisierten Böden sowie auf ultramafischem Böden, Serpentin und Kalkstein.
Agathis labillardieri wird in der Roten Liste der IUCN als „gering gefährdet“ eingestuft. Als Hauptgefährdungsgründe werden die Schlägerungen zur Holzgewinnung sowie die Abholzung der Wälder zur Errichtung von Palmölplantagen genannt. Der Gesamtbestand gilt als rückläufig.

## Nutzung
Das Holz von Agathis labillardieri gilt als eines der wertvollsten aller auf Neuguinea vorkommenden Holzarten.

## Systematik
Die Erstbeschreibung als Agathis labillardieri erfolgte 1900 durch Otto Warburg in Monsunia, Beiträge zur Kenntniss der Vegetation des Süd- und Ostasiatischen Monsungebietes, Band 1, Seite 183.